# إسبلكنون أصفر
سبلكنون أصفر (الاسم العلمي:Splachnum luteum) هو نوع من النباتات يتبع جنس السبلكنون من الفصيلة السبلكنونية.